# Trinidad, Cuba
Trinidad este un oraș din Cuba, în apropierea Mării Caraibelor. Populația: 73 mii (2003).
Întemeiat în 1514 de către conchistadorul Diego Velázquez.